# إدوارد بلانتاجنت (إيرل وارويك السابع عشر)
إدوارد بلانتاجنت، إيرل وارويك السابع عشر (بالإنجليزية: Edward Plantagenet, 17th Earl of Warwick)‏ هو أحد أبناء جورج بلانتيجينيه.